# Kevin O'Leary
Terence Thomas Kevin O'Leary (født d. 9. juli 1954), med tilnavnet "Mr. Wonderful", er en canadisk forretningsmand, iværksætter og forfatter, og en af investorerne i Shark Tank (den amerikanske udgave af Løvens Hule). Ifølge tilgængelige data har han gennemført færrest investeringer blandt de faste investorer i Shark Tank. Han har været involveret i 51 deals, hvilket er det laveste antal blandt de seks faste investorer. I kontrast har Mark Cuban været den mest aktive investor med 151 deals, efterfulgt af Lori Greiner med 119 deals.
Fra 2004 til 2014 optrådte han i forskellige candiske tv-udseendelser, herunder erhvervsnyhedsprogrammerne SqueezePlay og The Lang and O'Leary Exchange, samt reality-programmerne Dragons Den og Redemption Inc. I 2008 optrådte han på Discovery Channels Project Earth. Siden 2009 har han optrådt og medvirket i Shark Tank.
O'Leary var medstifter af SoftKey Software Products, et teknologiselskab, der solgte software rettet mod familieuddannelse og underholdning. I slutningen af 1980'erne og 1990'erne blev SoftKey en stor aktør inden for konsolidering på det globale marked for uddannelsessoftware ved at opkøbe rivaliserende virksomheder gennem fjendtlige overtagelsestilbud, såsom Compton's New Media, The Learning Company og Broderbund. SoftKey ændrede senere navn til The Learning Company og blev opkøbt af Mattel i 1999, hvilket gjorde O'Leary til multimillionær. Mattel fyrede straks O'Leary, og opkøbet resulterede i betydelige tab og flere retssager fra aktionærer. 
1. ↑  Navnet er anført på engelsk og stammer fra Wikidata hvor navnet endnu ikke findes på dansk.
2. ↑  Navnet er anført på svensk og stammer fra Wikidata hvor navnet endnu ikke findes på dansk.